# Монблан (десерт)
Монбла́н (фр. Mont-Blanc) — десерт, состоящий из безе, взбитых сливок и каштановой пасты.
На основу из меренги горкой укладывается вермишелью каштановая паста, а затем на вершину горки кладётся розочка взбитых сливок. Получившийся десерт напоминает высочайшую вершину Европы в снежной шапке, откуда блюдо и получило свое название. В Италии (на предположительной родине блюда) это кондитерское изделие называется Monte Bianco, так же как и гора Монблан на итальянском языке. Идею «монблана» подхватил мангеймский мороженщик Дарио Фонтанелла, придумавший в 1969 году мороженое-спагетти.

## История
Пюре из варёных каштанов издавна было частью западноевропейской кухни. Его добавляли в супы, использовали в качестве гарнира или ели в виде каши.
Но когда этот продукт стали использовать в сладких десертах, достоверно неизвестно. Некоторые исследователи утверждают, что похожие рецепты были известны итальянским кулинарам ещё в Средние века; в частности, упоминались в первой печатной поваренной книге Бартоломео Платины «De honesta voluptate et valetudine» в 1470 году, а также в трактате кулинара Бартоломео Скаппи «Opera» (1570). В 1620 году блюдо добралось до Франции.
Так или иначе, со временем пасту начали готовить из засахаренных каштанов, и блюдо стало десертным.
Изначально выложенная «лапшой» каштановая паста называлась просто «вермишель из каштановой пасты», «каштановая вермишель», подавалась без взбитых сливок и не вызывала ассоциаций с горной вершиной. Но уже в середине XIX века обнаруживаются упоминания этого блюда со взбитыми сливками как «десерт Монблан». Его подавали в парижской «Кондитерской месьё Десса» на улице Шуазёль. С тех пор начинается распространение этого десерта под названиями «каштановый факел» (фр. torche aux marrons), «каштановый Монблан» (фр. Mont-Blanc aux marrons).
В 1903 году этот десерт берёт на вооружение основатель чайного ресторана «Анжелина» на улице Риволи Антуан Румпельмайер. «Монблан» становится визитной карточкой этого заведения и вскоре приобретает большую популярность в Париже. Слава о десерте разлетается по другим странам; в частности, кондитер из Японии Тимао Сакота под впечатлением от «монблана» в «Анжелине» основывает в Токио в 1933 году собственное кафе, центральным блюдом которого становится этот десерт, и даже даёт заведению одноимённое название — モンブラン. Японский вариант приготовления блюда несколько отличался от французского, поскольку владелец кафе использовал в качестве сырья карамелизированные японские каштаны, отчего цвет пасты получался ярко-жёлтым.